# Who Made Who
Who Made Who es un álbum de hard rock de la banda australiana AC/DC. Fue lanzado al mercado en 1986, como la banda de sonido de la película Maximum Overdrive (traducida al español hispanoamericano como Ocho días de terror o La rebelión de las máquinas), dirigida por Stephen King. Únicamente las canciones "Who Made Who", "D.T" y "Chase the Ace" (estas dos últimas instrumentales) fueron grabadas especialmente para este disco, el resto ya aparecía en discos anteriores.
El disco vendió más de cinco millones de copias en los Estados Unidos.

## Lista de canciones

### Álbum
Todas las canciones compuestas por Angus Young, Malcolm Young y Brian Johnson, excepto las que fueron anotadas.
1. "Who Made Who" – 3:26
2. "You Shook Me All Night Long" – 3:30
3. "D.T." (A. Young, M. Young) – 2:57
4. "Sink the Pink" – 4:20
5. "Ride On" (Young, Young) – 5:51
6. "Hells Bells" – 5:14
7. "Shake Your Foundations" – 4:10 (CD); 3:54 (vinilo)
8. "Chase The Ace" (Young, Young) – 3:02
9. "For Those About To Rock (We Salute You)" – 5:54

- El comienzo de "Shake Your Foundations" no es igual al comienzo de la versión original, incluida en el álbum Fly on the Wall (1985).

### Video
1. "Who Made Who"
2. "You Shook Me All Night Long"
3. "Shake Your Foundations"
4. "Hells Bells"
5. "For Those About to Rock (We Salute You)"

## Miembros
- Brian Johnson – voz
- Bon Scott – voz en "Ride On"
- Angus Young – guitarra solista
- Malcolm Young – guitarra rítmica
- Cliff Williams – bajo
- Mark Evans – bajo en "Ride On"
- Simon Wright – batería
- Phil Rudd – batería en "You Shook Me All Night Long", "Ride On", "Hells Bells" y "For Those About To Rock (We Salute You)"